# Jeux pervers (film, 2002)
Pour les articles homonymes, voir Jeux pervers.
Pour plus de détails, voir Fiche technique et Distribution.
Jeux pervers (Taboo) est un film américain réalisé par Max Makowski en 2002.

## Synopsis
Six jeunes adultes jouent à transgresser les tabous au conditionnel. Ils se retrouvent un an après, dans un huis clos mortel où chacun accuse l'autre de ces transgressions imaginaires.

## Fiche technique
- Réalisation : Max Makowski
- Scénario : Chris Fisher
- Pays d'origine :  États-Unis
- Langue originale : anglais
- Format : couleur - 1,85:1 - Dolby SR
- Durée : 80 min
- Classification : Canada : 14A (Nouvelle-Écosse) - AA (Ontario) / USA : R (langage grossier, thème touchant à la sexualité, violence)
- Genre : Horreur
- Interdit aux moins de 12 ans

## Distribution
- Nick Stahl (VF : Alexandre Gillet) : Christian Turner
- Eddie Kaye Thomas (VF : Pierre Tessier) : Adam
- January Jones (VF : Laura Blanc) : Elizabeth
- Lori Heuring (VF : Isabelle Ganz) : Katie
- Derek Hamilton (VF : Vincent Ropion) : Benjamin
- Amber Benson (VF : Laurence Crouzet) : Piper